# Leopard 1 (kampvogn)
Leopard 1 er en mellemtung kampvogn, produceret i Vesttyskland fra 1965.
Det er den første kampvogn som Vesttyskland udviklede og producerede efter 2. verdenskrig. Danmark fik de første af slagsen i februar 1976. Leopard 1A5 er bl.a. kendt for sin deltagelse i Operation Bøllebank den 29. april 1994 i Bosnien-Hercegovina, hvor kampvogne af typen Leopard 1 for første gang noget sted i verden var involveret i egentlige kamphandlinger.
I alt er der bygget 6.485 Leopard 1-kampvogne, deraf 4.744 som MBT (main battle tank) og 1.741 i andre varianter (antiluftskyts, bjærgning, brolægger, panserjager mv.)
Siden ca. 1990 er Leopard 1's rolle gradvist blevet overtaget af Leopard 2 i de fleste landes hære. Den bliver dog stadig anvendt i flere lande. Danmark har ikke flere Leopard 1-kampvogne.

## Historie og udvikling
Udviklingen af Leopard 1 blev startet tilbage i 1956, hvor den dengang unge stat, Vesttyskland, havde behov for et modtræk til den sovjetiske pansertrussel i Centraleuropa. De amerikanske M47 og M48 Patton-kampvogne, som Vesttyskland fik som våbenhjælp, blev ikke anset for effektive nok overfor de sovjetiske kampvogne. Frankrig deltog i starten af projektet, men valgte efter en kortere periode at videreudvikle deres egen kampvogn, der siden kom til at hedde AMX-30. Designet af Leopard 1 afspejler datidens tanker om, at mobilitet og ildkraft er vigtigere end pansring. I forhold til samtidens kampvogne er Leopard 1 kendetegnet ved sin lavere vægt og høje mobilitet.
I de følgende år blev der udviklet forskellige prototyper af forskellige konsortier, der bestod af både tyske og franske firmaer. De første specifikationer lød således:
- Vægt på ca. 30 tons.
- Rækkevidde på 350 km.
- Motor med en effekt på 30 hk pr. tons
- Motoren skulle være luftkølet, og den skulle kunne køre på flere slags brændstoffer (multifuel).
- Undervognen måtte ikke være over 310 cm bred og skulle affjedres med enten torsionsstænger eller hydropneumatisk ophæng.
- Pansringen skulle kunne klare en 20 mm maskinkanons beskydning på kort hold.
- Hovedbevæbningen (kanonen) skulle kunne gennemtrænge 150 mm skrånende panser.
- Der skulle være mindst samme ammunitionsmængde som de kampvogne, den skulle afløse.

Frankrig indgik, som nævnt ovenfor, i projektet i 1957, og Italien kom med i 1958. I den franske del af projektet var Direction des Etudes et Fabrication d'Armament ansvarlig for design, og Atelier de Construction d'Issy-les-Moulineaux for produktion/konstruktion. I Tyskland var der sammensat to konsortier, som skulle have deres første prototype klar i 1960. Det ene konsortium bestod af Porsche, MaK samt Luther & Jung, det andet af Ruhrstahl, Rheinstahl-HANOMAG og Henschel.
Kun det ene konsortium (Porsches) blev klar til test. Deres første prototyper vejede omkring 35 tons og var udstyret med en 90 mm kanon. Den viste sig for svag, og blev erstattet med den velkendte engelske L7 105 mm kanon, der allerede var lagervare. Rheinmetall forsøgt at komme med deres egenudviklede model, men det var for sent, for den engelske kanon sad allerede tungt på markedet.
I de følgende år blev flere prototyper, inkl. de franske, testet, og i 1963, hvor franskmændene trak sig ud af samarbejdet, blev det efter yderligere justeringer og modifikationer besluttet, at Porsche-konsortiets model skulle leveres af Krauss-Maffei Wegmann fra München. Maschinenbau Kiel skulle levere specialudgaverne. De første modeller blev leveret til den tyske Forbundshær i 1965. Den sidste Leopard 1 blev leveret så sent som i 1979. Undervejs blev der solgt kampvogne til bl.a. Australien, Belgien, Brasilien, Canada, Chile, Danmark, Holland, Norge. I 1981 blev produktionen i øvrigt genoptaget, så der kunne leveres nye til Grækenland og Tyrkiet.
Leopard 1 er løbende blevet moderniseret, og i takt med udfasning i de oprindelige lande er der blevet solgt modificerede udgaver til nye lande som Libanon (fra Belgien), Botswana (fra Holland) og De Forenede Arabiske Emirater (fra Italien).

## Undervogn
Undervognen på Leopard 1 er konstrueret i svejset panserstål. Den er opdelt i to celler med tårnrum forrest og motorrum bagerst. Bovpanseret (forenden) er 70 mm tykt placeret i en vinkel af 30 grader, hvilket giver et vandret snit med ca. 140 mm panser. Siderne består af 30-35 mm tykke panserplader, bunden og hækkens plader er 20/25 mm tykke. Der er et delvis automatisk fast ildslukningsanlæg til slukning af brand i motor- og transmissionsrum med halon eller en anden tilsvarende iltfortrængende luftart.
Undervognen har 7 vejhjul i hver side, men da de er tvillingehjul, giver det 28 vejhjul i alt. De er affjedret med torsionsstænger, som yderligere hjælpes af affjedringsarm, buffer og støddæmper. Støddæmpere er anbragt på de tre forreste og to bageste affjedringsarme. Ydermere er der monteret en buffer over hver affjedringsarm. Drivhjulene er placeret bagerst og justerhjulene forrest. Drivhjulenes opgave er at overføre kraften fra slutdrevene til bælterne. For at beskytte bælterne yderligere er der monteret sideplader, der dækker fra vejhjulenes overkant og opad. Sidepladernes funktion var først og fremmest at virke som en ekstra pansring, der kunne udløse evt. panserbrydende ammunition (HEAT), men havde også en god effekt mod evt. støv, som hvirvles op under kørsel.
I tårnrummet er tårnet placeret, der kan dreje 360 grader, en ammunitionsreol til 39 patroner og 3-skudsholderen. Yderligere findes beredskabsholderen med plads til 13 patroner, et ABC-anlæg, der fungerer efter overtryksprincippet, et varmeapparat (oliefyr) samt kørerens arbejdsplads.
Hvis kampvognen skal passere vandhindringer, skal motorens luftindtag, der sidder ude langs siden af motorrummet mellem tårn og kanten af undervognen, lukkes og en slange, som er placeret mellem undervogn og tårn, pumpes op med luft. Når denne operation er udført, får motoren luft ned gennem kommandørens luge. Da vand alligevel altid finder en vej, har kampvognen derudover to lænsepumper, som skal være i drift når der vades eller dybdevades. Når der dybdevades, er kampvognens undervogn mere eller mindre dækket af vand, og der skal derudover monteres ekstra ringe på kommandørens luge. Der kan monteres op til 2 m ekstra ringe, så kampvognen kan passere vanddybder op til 4 meter. Når der vades, skal tårnet være låst i klokken 10-position (300°), således at køreren kan evakueres, eller selv komme ud, i tilfælde af havari.
Kørerens plads er indrettet med et sæde, bremsepedal og speeder, et flyrat, gearvælger og nødvendige kontrolinstrumenter og betjeningsknapper. Køreren har sin egen luge, men kan også komme til og fra sin plads gennem tårnet, hvis det står i bestemte stillinger (retninger). Kørestillingen er næsten liggende, og køreren har tre periskoper til at orientere sig med. Ved kørsel i mørke kan det midterste periskop skiftes ud med et lysforstærkningsperiskop, der kan forstærke lyset op til 40.000 gange.

## Motor
I motorrummet er der placeret en V-10 flerstofmotor fra MTU, som yder 830 hk ved 2200 o/min. Bag motoren fandtes en firetrins automatgearkasse, der kunne køre lige hurtigt forlæns og baglæns. I praksis var der dog kun 2 bakgear, da de to øverste trin blev låst for at undgå ulykker.
Motoren kunne drive Leopard 1 frem med mindst 65 km/t og bagud med ca. 40 km/t. Reelt kunne de godt køre stærkere, men et ekstraordinært stort slid på undervognsdelen gjorde, at der normalt ikke blev kørt hurtigere end 40 km/t på fast banet vej.
Motoren, der er en Mercedes MB 838 CaM500 og bygget af MTU Friederichshafen, er en såkaldt flerstof-motor, der kan køre på olieprodukter. Senere modeller er, efter en modifikation af motoren, blevet konstrueret som en multifuel-motor, der, efter en mindre ændring, f.eks. kunne også kunne køre på benzinbaseret brændstof som flybrændstof og lign. Men diesel var nr. 1, da alle andre produkter ville give en lavere effekt og større slid på motoren.
Motoren var en V10'er med en volumen på 37,4 liter og en effekt på ca. 835 hk. Motoren findes også i en udgave med 1000 hk, som hovedsageligt bliver brugt på bjærgningsvogne og enkelt leoparder.
Motoren var sammenbygget med transmission, styreanlæg, koblings- og kølesystem, og kunne, ved hjælp af lynkoblinger og et smart udgangsakselsystem, af- og påmonteres på under 30 minutter. Denne operation blev trænet mindst en gang om året pr. eskadron i Danmark. Smøringen af motor skete fra en tørsump, hvilket betyder, at uanset hvilken hældning kampvognen har, så er smøringen optimal.
Leopard 1 har to brændstoftanke, der tilsammen indeholder 985 liter, en i hver side af undervognen, som til sammen giver en rækkevidde på ca. 650 km kørsel. Indsat i kamp eller terrænkørsel generelt er dieselforbruget ca. to til tre gange så højt som i forhold til almindelig transportkørsel.

## Tårn & bevæbning
Tårntyper
Tårnet fandtes i 3 typer: Tidlig støbt, senere støbt og til sidst det svejsede tårn. De tre typer blev dog senere modificeret med forskellige former for tillægspanser:
- Det tidlige støbte tårn blev produceret frem til 1972, ved senere opgraderinger fik det hurtigt tillægspanser på.
- Det senere støbte tårn kom i 1972 sammen med Leopard 1A2 modellen. Det var tungere og havde bedre panser.
- Allerede i maj 1973, da Leopard 1A3 blev introduceret, kom det svejsede tårn. Den nye udgave skulle samlet kunne modstå mere end de tidligere typer, og samtidigt være mere rummeligt. Der var da også, især på grund af den nye karnap, ca. 1.2 m3 mere plads i tårnet. Derudover var blenderingen omkring kanonen V-formet. Typen som blev leveret til Danmark var Leopard 1A3.

Forskel på de forskellige typer:

Det støbte tårn blev støbt i ét stykke, og havde, indtil de kom tillægspanser på, afrundede sider.

Det svejsede tårn bestod af lige plader, der gav rette linjer i næsten alle vinkler. Her blev formen også forandret, da der kom tillægspanser på.
Våben
Alle våbensystemer på Leopard 1 var placeret i/på det drejelige tårn, der blev drevet af hydraulik. Hen over hækken (kampvognens bagende) kunne kanon dog ikke sænkes under 10 grader, hvilket kunne betyde, at der ikke kunne skydes på alle mål bagtil.
Kanon:

Hovedbevæbningen er en 105 mm L7-kanon med snoet riffelgang, der er mere træfsikker end en glatløbet, men som også bliver slidt meget hurtigere. Den riflede kunne også bruges til flere ammunitionstyper. Leopard 1 A5 kunne, alt efter hvilke ammunitionstyper der blev anvendt, medføre indtil 55 skud til kanonen, der var placeret med 39 i et magasin, samt 3-skudsholderen til venstre for køreren, 13 i beredskabsholderen i tårnbunden. Tallet kan, fordi ikke alle slags ammunition passer i de forskellige magasiner, variere efter hvilke typer der lastes med. Kanonen kunne gyrostabiliseres, så det var muligt for skytten at skyde under kørsel.
Sigtemidler:
- Det primære sigtemiddel var placeret i tårnkanten lige over skytten. Det var i de første modeller et optisk sigtemiddel, som siden blev modificeret/erstattet med elektronik. Den optiske, og første, udgave, også kaldet afstandsmåleren, var et kombineret sigtemiddel/afstandsmåler, havde op til 12 gange forstørrelse. De senere udgaver havde både termiske (varmefølsomt) sigte, der blev brugt om natten og i vejr med nedsat sigtbarhed, kunne forstørre 4 og 12 gange, og en laserafstandsmåler, der kunne måle med 10 meters nøjagtighed på afstande op til 10 km. Leopard 1A5 har et EMES 18 ildledelsessystem med en termisk kikkert (varmebillede, WBG) og laserafstandsmåler. Den er i stand til, med relativ stor træfsikkerhed, at bekæmpe mål ud på 4.000 m.
- Skyttens sekundære sigtemiddel var en sigtekikkert, som var placeret parallelt med kanonen, der kunne forstørre op til 8 gange,

Øvrig bevæbning:
- Ved siden af kanonen sad tårngeværet koaksialt (parallelt), der i de danske modeller var et luftkølet 7,62 mm let maskingevær (LMG M/62, også kaldet MG3) fra Rheinmetall. Det blev fødet fra et magasin med plads til 1.000 skud, og var forbundet med ildledelsessystemet, og blev betjent af skytten.
- På hver side af tårnet sad der fire 76 mm røgkastere, som kunne udløses fra kommandørens plads. Røgkasterne blev brugt, hvis kampvognen skulle blive fanget af fjendtlig ild uden mulighed for at gå i dækning, til at lægge en mur af røg foran kampvognen, så man kunne kom væk så uset som muligt,
- Oven på tårnet (oftest på hjælperens lugekrans) sad derudover et kuppelgevær, der var et MG3 et let maskingevær i tårnaffutage. LMG’et blev brugt til nærsikring og mod luftmål. Det var identisk med det infanterigrupperne havde udleveret, og kan derfor, hvis besætningen må forlade kampvognen, tages med og bruges som håndvåben. Det blev født fra en ammunitionskasse med plads til 100 skud.
- Udover den udvendige bevæbning var der i karnappen (den bagerste del af tårnet) plads til 5 håndgranater, som blev brugt, hvis der er fjendtligt personel omkring kampvognen.
- Derudover havde hvert besætningsmedlem udleveret en maskinpistol eller en karabin.

## Besætning
Besætningen er placeret med tre i tårnet og en (køreren) i undervognen.
Køreren er placeret forrest i højre side, hvorfra han, ved at se gennem tre periskoper, styrer kampvognen. Ved kørsel uden for indsættelsesområder, og når tårnet er låst fast (så det ikke kan drejes), kan køreren have hovedet oppe af en luge i undervognens overside. Under kamp og med tårnet ulåst skal han benytte sine periskoper, både for at undgå at få kanonen i hovedet, og for at undgå rikochetter fra træffere på kampvognen.
Skytten, der betjener kanon og tårngevær er placeret i højre side af tårnet under kommandøren. Han bruger et kombineret betjeningsgreb, hvorfra både tårn, kanon og tårngevær betjenes.
Hjælperen er placeret i venstre side af tårnet, hvorfra han skal lade og aflade kanonen samt tårngeværet. Derudover har han ansvaret for, via sit drejelige periskop, at observere fjendtlig aktivitet til venstre og bag kampvognen.
Kampvognskommandøren er placeret i højre side over skytten. Herfra kan han, via 8 periskoper og sin panoramakikkert, overvåge terrænet og give besætningen de nødvendige kommandoer, udover alle de pligter besætningsmedlemmerne har som standard.

## Indsats i krigszoner

### Bosnien
Den 29. april 1994 kom de danske Leopard 1A5 i kamp mod bosnisk-serbiske enheder tæt ved Tuzla. Slaget blev senere kendt som Operation Bøllebank. I dette slag var modstanderen organiseret, krigsvant, havde lagt et baghold og bevæbnet med bl.a. artilleri og panserværnsmissiler samt havde natkampsudstyr. Alligevel slap Leoparderne derfra uden tab og tilføjede modstanderen tab på mellem ni og 150 mand. Operation Bøllebank var første gang kampvogne af typen Leopard 1 var involveret i egentlige kamphandlinger noget sted i verden og eneste gang Leopard 1 har været i kamp mod kampvogne af sovjetisk oprindelse.
Den 26. oktober 1994 var Leoparderne igen i kamp i byen Gradačac 40 km nord for Tuzla. Denne gang hed operationen Amanda. Udposten var blevet forladt af FN-styrkerne efter en serie snigskytteangreb af serbiske tropper.
Undervejs til positionen blev den danske styrke, der bestod af tre Leopard 1-kampvogne, beskudt af mindst én dysekanon, en T-55-kampvogn, samt bosnisk-serbisk infanteri og artilleri. Efter at en af de danske kampvogne havde fået mindre skader, begyndte den danske FN-styrke at besvare ilden. En dysekanon blev ødelagt og T-55-kampvognen blev så beskadiget, at den ikke længere kunne bruges. Leoparderne affyrede i alt 21 skud fra deres 105 mm-løb. Udposten blev derpå atter indtaget af UNPROFOR.
De danske Leoparder (eskadron; 10 styk) blev trukket hjem fra Bosnien i 2002.

### Kosovo
Fra august 1999 frem til august 2000 var en dansk kampvognsenhed (eskadron, 10 styk) med i den danske bataljon på hold 1 og 2.
De blev kun indsat til afspærrings- og observeringsposter (CP/OP) og RIOT-control under civile uroligheder. Da der ikke var direkte kamphandlinger i Kosovo, blev de trukket hjem efter hold 2.

### Afghanistan
Midt i oktober 2006 ankom 15 canadiske Leopard 1 plus 2 bjærgnings- og 2 ingeniørkøretøjer til Kandahar. Kampvognene havde fået MEXAS-tillægspanser på, hvilket man kan se på billedet af Leoparden der kører af transportflyet. Canada bruger også MEXAS-tillægspanser på deres M113 pansrede mandskabsvogne.
Den 2. december 2006 kørte de ud fra lejren for første gang og d. 3. december 2006 var de i kamp med Taleban efter et raketangreb – det var første gang siden Koreakrigen at canadiske kampvogne var i kamp.
Den 16. august 2007 ankom de første Leopard 2A6M, som afløser de canadiske Leopard 1. Grunden til dette var i første omgang manglende aircondition på Leopard 1 (Der kan blive meget varmt for besætningen, hvilket kan påvirke kampevnen), senere blev begrundelsen ændret til den øgede pansring på Leopard 2, samt dens større kanon.